# Elezioni generali a Saint Vincent e Grenadine del 2015
Le elezioni generali a Saint Vincent e Grenadine del 2015 si tennero il 9 dicembre per il rinnovo della Camera dell'assemblea. In seguito all'esito elettorale, Ralph Gonsalves, esponente dello Unity Labour Party, fu confermato Primo ministro.

## Risultati
| Liste                            | Voti   | %     | Seggi |
| -------------------------------- | ------ | ----- | ----- |
| Unity Labour Party               | 34 246 | 52,28 | 8     |
| New Democratic Party             | 31 027 | 47,37 | 7     |
| Partito Repubblicano Democratico | 154    | 0,24  | –     |
| Partito Verde                    | 77     | 0,12  | –     |
| Totale                           | 65 504 | 100   | 15    |